# クラースヌィエ・ヴォロータ駅
クラースヌィエ・ヴォロータ駅（クラースヌィエ・ヴォロータえき、ロシア語: Красные Ворота）はモスクワ地下鉄・ソコーリニチェスカヤ線の駅で、コムソモーリスカヤ駅とチースティエ・プルーディ駅の間にある。

## 概要
1933年春に建設が開始され、1935年5月15日に開業した。セブンシスターズの一つである旧ソ連運輸建設国家委員会の建物の一階部分を駅舎としている。